# Lijst van voetbalinterlands Cookeilanden - Papoea-Nieuw-Guinea
Deze lijst van voetbalinterlands is een overzicht van alle officiële voetbalwedstrijden tussen de nationale teams van de Cookeilanden en Papoea-Nieuw-Guinea. De landen speelden tot op heden twee keer tegen elkaar. De eerste ontmoeting, een groepswedstrijd tijdens de Pacifische Spelen 2011, werd gespeeld in Nouméa (Nieuw-Caledonië) op 27 augustus 2011. Het laatste duel, een wedstrijd tijdens de Pacifische Spelen 2023, vond plaats op 27 november 2023 in Honiara (Salomonseilanden).

## Wedstrijden
| № | Plaats  | Datum            | Competitie             | Wedstrijd                          | Uitslag |
| - | ------- | ---------------- | ---------------------- | ---------------------------------- | ------- |
| 1 | Nouméa  | 27 augustus 2011 | Pacifische Spelen 2011 | Papoea-Nieuw-Guinea − Cookeilanden | 4 − 0   |
| 2 | Honiara | 27 november 2023 | Pacifische Spelen 2023 | Cookeilanden − Papoea-Nieuw-Guinea | 0 − 3   |

## Samenvatting
| Competitie        | Totaal gespeeld | Winst Cookeilanden | Gelijk | Winst Pap.-Nw-Guin. | Doelsaldo Cookeilanden – Pap.-Nw-Guin. |
| ----------------- | --------------- | ------------------ | ------ | ------------------- | -------------------------------------- |
| Pacifische Spelen | 2               | 0                  | 0      | 2                   | 0 − 7                                  |
| Totaal            | 2               | 0                  | 0      | 2                   | 0 − 7                                  |

CIFA · 
Cookeilands vrouwenelftal
Interlands
Tegenstander:
Amerikaans-Samoa ·
Australië ·
Fiji ·
Nieuw-Caledonië ·
Nieuw-Zeeland ·
Papoea-Nieuw-Guinea ·
Salomonseilanden ·
Samoa ·
Tahiti ·
Tonga ·
Vanuatu
PNGFA · 
A-internationals · 
Vrouwenelftal van Papoea-Nieuw-Guinea
1969 – 1979 · 
1980 – 1989 · 
1990 – 1999 · 
2000 – 2009 · 
2010 – 2019 ·
2020 − 2029
Amerikaans-Samoa ·
Australië ·
Centraal-Afrikaanse Republiek ·
China ·
Cookeilanden ·
Fiji ·
Filipijnen ·
Indonesië ·
Iran ·
Liberia ·
Maleisië ·
Nieuw-Caledonië ·
Nieuw-Zeeland ·
Salomonseilanden ·
Samoa ·
Singapore ·
Sri Lanka ·
Tahiti ·
Thailand ·
Tonga ·
Vanuatu